# Germania (album)
Germania je album njemačkog RAC sastava Stahlgewitter, realiziran 1998. godine.

## Popis pjesama
| Br. | Skladba                                          | Trajanje |
| --- | ------------------------------------------------ | -------- |
| 1.  | »Schwarze Division«                              | 5:22     |
| 2.  | »Weltherrschaft«                                 | 3:19     |
| 3.  | »Wir sind im Recht«                              | 5:08     |
| 4.  | »Erst mein Volk«                                 | 3:38     |
| 5.  | »Deutsche Mutter«                                | 4:40     |
| 6.  | »Nationaler Widerstand«                          | 4:24     |
| 7.  | »Mein Knochen könnt ihr brechen«                 | 3:33     |
| 8.  | »Ein volk steht auf«                             | 3:11     |
| 9.  | »Germania«                                       | 5:46     |
| 10. | »Nichts in dieser Welt - 1914«                   | 4:43     |
| 11. | »Wir wollen Helden sein«                         | 5:06     |
| 12. | »Lübeck '96 - Goldhagens willige Speichellecker« | 2:33     |

## Vanjske poveznice
- Stahlgewitter - Germania (1998) FULL ALBUM-CD на YouTube
- Stahlgewitter - Germania na Discogs
- Stahlgewitter - Germania na Last.fm